# Garra quadrimaculata
Garra quadrimaculata es una especie de peces de la familia de los Cyprinidae en el orden de los Cypriniformes.

## Morfología
Los machos pueden llegar alcanzar los 10,7 cm de longitud total.

## Hábitat
Es un pez de agua dulce.

## Distribución geográfica
Se encuentra en la península arábiga, y este africano (sureste de Etiopía, sureste de Eritrea y posiblemente en Somalia).